# Gérald Schaller
Gérald Schaller (* 5. Juli 1954 in Moutier; † 26. Dezember 2024 in Pruntrut; heimatberechtigt in Rebeuvelier) war ein Schweizer Politiker (CVP), Anwalt und Richter. Von 1995 bis 2006 war er jurassischer Minister und leitete das Justiz- und Finanzdepartement.

## Ausbildung und Beruf
Gérald Schaller besuchte die Schulen in Bonfol und Pruntrut. Darauf folgte das Studium der Rechtswissenschaften an den Collèges Saint-Charles in Pruntrut und Saint-Maurice, das er 1980 an der Universität Neuchâtel abschloss. Anschliessend war er als Rechtsanwalt und Richter tätig, ab 1994 als Präsident des Bezirksgerichts Pruntrut.

## Politische Laufbahn
Schaller war Mitglied des Komitees der christdemokratischen Jugend und leitete eine Kommission der kirchlichen Verfassungsversammlung der katholischen Kirche. Er war zudem Sekretär der Kommission «Behörde und Verwaltung I» der Verfassunggebenden Versammlung und Mitglied des Rassemblement jurassien (RJ).
1978 wurde er als jüngster Abgeordneter in das jurassische Parlament gewählt und hatte die Ehre, die allererste Antrittsrede der Legislative des noch jungen Kantons zu halten. Er war bis 1983 Mitglied des Parlaments, von 1983 bis 1986 stellvertretendes Mitglied und von Dezember 1990 bis Februar 1991 erneut Mitglied sowie Generalsekretär der CVP Jura.
1994 wurde er in die Kantonsregierung gewählt, wo er das Justiz- und Finanzdepartement leitete. Er wurde 1997 und 2002 wiedergewählt und war 1998 und 2003 Regierungspräsident. Der Regierung gehörte er bis 2006 an. Seine herausragenden Leistungen waren die Rekapitalisierung der Banque Cantonale du Jura und die Zusammenlegung der Bezirksgerichte zum Gericht erster Instanz in Pruntrut.
2007 trat er nicht mehr zur Wiederwahl an und kandidierte erfolglos für den Nationalrat. Es gelang ihm damit nicht, den Sitz der damaligen CVP (heute Die Mitte) im Nationalrat zu halten; er ging an Dominique Baettig von der SVP.
Am 22. Juni 2011 wurde er vom jurassischen Parlament gegen den Sozialisten Jean Moritz zum ständigen Richter am Kantonsgericht gewählt und war 2015 für ein Jahr dessen Präsident. Er beendete anschliessend seine Karriere, wo er sie begonnen hatte: in der kantonalen Justiz. Schaller war damit eine der wenigen Personen, die Mitglied aller drei staatlichen Gewalten waren, Legislative, Exekutive und Judikative.